# Vågfunktionskollaps
Inom kvantmekaniken är vågfunktionskollaps det fenomen som innebär att en vågfunktion - ursprungligen flera överlagrade egentillstånd - ger intryck av att reduceras till ett enda egentillstånd efter att den har växelverkat med en observatör.
Vågfunktionskollaps är ett kvantmekaniskt fenomen där observationen av en partikel tycks ändra partikelns tillstånd. Före kollapsen har partikeln vare sig ett väldefinierat läge eller en väldefinierad hastighet. Efter kollapsen tycks den plötsligt ha ett fixt och distinkt värde för den storhet som mäts. Däremot går det enligt osäkerhetsprincipen inte att samtidigt få bestämda värden för båda två i vissa par av egenskaper. Det går till exempel inte att samtidigt få bestämda värden för både läge och rörelsemängd.